# Bolcocius elongata
Bolcocius elongata es una especie de coleóptero de la familia Zopheridae.

## Distribución geográfica
Habita en Bután.